# 盘古山镇
盘古山镇，是中华人民共和国江西省赣州市于都县下辖的一个乡镇级行政单位。

## 行政区划
盘古山镇下辖以下地区：
东村社区、西村社区、山森村、工农村、横城村、仁风村、塅仔村、和平村、人和村、下增村、长龙村和茶梓村。